# Anastasia Colosimo
Pour les articles homonymes, voir Colosimo.
Anastasia Colosimo, née le 2 août 1990 à Paris, est une essayiste française, russe et américaine spécialiste de science politique et de philosophie politique. Elle est conseillère presse internationale du président Emmanuel Macron de janvier 2023 à février 2025.

## Biographie
Anastasia Gabrielle Angéline Colosimo a pour père Jean-François Colosimo, éditeur, essayiste, invité des chaînes infos, également professeur de théologie orthodoxe, avignonnais d'origine calabraise, catholique converti à l'orthodoxie, et pour mère une Russe apparentée à Soljenitsyne qui a quitté son pays en 1972 pour les États-Unis, et a étudié les sciences politiques. Ses parents se rencontrent au séminaire Saint-Vladimir à New York. Titulaire d'un passeport russe, Anastasia Colosimo dit avoir été élevée dans un esprit anti-soviétique et anti-Poutine. 
Anastasia Colosimo effectue sa scolarité secondaire au lycée Henri-IV puis soutient en 2018 une thèse de doctorat de science politique, à Sciences Po Paris, intitulée Juger de la religion ? : droit, politique et liberté face au blasphème en démocratie, sous la direction de Jean-Marie Donegani,,. 
En janvier 2016, elle publie une adaptation de la thèse qu'elle soutient en 2018 sous le titre Les Bûchers de la liberté, un essai consacré aux lois mémorielles et à la liberté d'expression, en écho aux attentats de janvier 2015 à Paris. Elle y pointe « le danger d’une judiciarisation de l’atteinte aux sentiments par la parole, qui plonge nos sociétés dans une spirale dont on ne voit comment elle ne pourrait attenter aux libertés individuelles »,,,,,.
En 2019, Anastasia Colosimo part aux États-Unis et occupe pendant quatre ans le poste de chief of staff au sein du cabinet de conseil en communication Richard Attias & Associates. Elle participe à l’organisation de sommets internationaux pour son cabinet, ce qui lui permet, selon Richard Attias, de côtoyer « des chefs d’État pour en comprendre les priorités et les préoccupations ».
En janvier 2023, elle est nommée conseillère en presse internationale d’Emmanuel Macron en remplacement d'Anne-Sophie Bradelle, complétant l'équipe de Frédéric Michel chargée de la communication pour l'Europe. Elle est décrite par Le Monde comme « appréciée des sphères souverainistes et de la droite extrême ». Elle est longtemps amie proche de Sarah Knafo, directrice de campagne et compagne d’Éric Zemmour.
En février 2025, elle quitte son poste de conseillère à l’Élysée pour rejoindre l'entreprise Ellipse Group.

## Controverses
En décembre 2021, elle déclare sur LCI dans l’émission de David Pujadas que refouler les non-vaccinés à l’hôpital « serait un bon moyen de sélection naturelle » tout en admettant par la suite une maladresse dans sa formulation.
En décembre 2024, Anastasia Colosimo fait l'objet de nombreuses plaintes de journalistes pour la brutalité de ses relations avec eux, souvent accompagnées d'un langage ordurier. Celle-ci se justifie en ces termes : « Je suis vieille école, une fois que tout sera aseptisé, on va s’ennuyer [...] Si je peux parfois avoir un langage fleuri, c’est toujours au second degré ». Avec moins de retenue, elle aurait aussi précisé à des journalistes indiens « Faut faire gaffe : mi-russe, mi-italienne, je suis folle ! »,.

## Publications
- Les Bûchers de la liberté, Paris, Stock, 2016 (ISBN 978-2-234-08050-8) — prix Elina et Louis Pauwels (2016)[22]